# Ronde van het Aostadal
De Ronde van het Aostadal (Italiaans: Giro della Valle d'Aosta; Frans: Tour de la Vallée d'Aoste) is een wielerwedstrijd in Italië en Frankrijk.
De ronde vindt meestal in juli en/of augustus plaats en voert door de regio Aostadal in Italië en het Franse departement Haute-Savoie in de regio Auvergne-Rhône-Alpes. Sinds 2005 is de rittenkoers onderdeel van de UCI Europe Tour en geclassificeerd als een 2.2-wedstrijd. Van 2005-2013 en in 2019 was het een zesdaagse koers, van 2014-2018 en 2022-2025 een vijfdaagse. In 2020 werd de wedstrijd niet verreden en in 2021 over drie dagen vanwege de coronapandemie.

## Lijst van winnaars

### Meervoudige winnaars
| Overwinningen | Renner             | Jaren      |
| ------------- | ------------------ | ---------- |
| 2             | Ivan Gotti         | 1989, 1990 |
| 2             | Jaroslav Popovytsj | 2000, 2001 |
| 2             | Marco Marzano      | 2002, 2003 |
| 2             | Fabio Aru          | 2011, 2012 |
| 2             | Jarno Widar        | 2024, 2025 |

### Overwinningen per land
| Overwinningen | Land                                                                                             |
| ------------- | ------------------------------------------------------------------------------------------------ |
| 39            | Italië                                                                                           |
| 4             | België                                                                                           |
| 3             | Frankrijk                                                                                        |
| 2             | Colombia, Oekraïne, Rusland                                                                      |
| 1             | Australië, Ierland, Kazachstan, Moldavië, Nieuw-Zeeland, Slovenië, Tsjechië, Zweden, Zwitserland |

2005 · 
2006 · 
2007 · 
2008 · 
2009 · 
2010 · 
2011 · 
2012 · 
2013 · 
2014 · 
2015 · 
2016 · 
2017 ·
2018 ·
2019 ·
2020 ·
2021 ·
2022 ·
2023 ·
2024 ·
2025
Belangrijkste etappewedstrijden

Internationaal Wegcriterium · Driedaagse Brugge-De Panne · Ronde van de Alpen · Vierdaagse van Duinkerke · Ronde van Beieren · Ronde van Noorwegen · Ronde van België · Ronde van Luxemburg · Ronde van Oostenrijk · Ronde van Wallonië · Ronde van Burgos · Ronde van Denemarken · Arctic Race of Norway · Ronde van Groot-Brittannië
Belangrijkste eendaagse wedstrijden

Trofeo Laigueglia · GP Lugano · GP Nobili Rubinetterie · Dwars door Vlaanderen · Scheldeprijs · Brabantse Pijl · GP Kanton Aargau · Brussels Cycling Classic · GP Fourmies · Primus Classic Impanis-Van Petegem · Ronde van de Drie Valleien · Milaan-Turijn · Ronde van Piemonte · Ronde van het Münsterland · Ronde van Emilia · Parijs-Tours · GP Bruno Beghelli